# Robin Beanland
Robin Beanland es un compositor británico de música para videojuegos. Ha compuesto la música de numerosos títulos de Rare, como la franquicia Killer Instinct, Conker's Bad Fur Day (donde también escribió el guion junto a Chris Seavor) y muchos otros. Antes de unirse a Rare, Beanland había compuesto música para televisión y películas. El único juego actual para el que sigue produciendo música es Sea of Thieves. 

## Música de videojuegos
| Year | Title                             | Notes                                               |
| ---- | --------------------------------- | --------------------------------------------------- |
| 1994 | Donkey Kong Country               | Con Eveline Fischer y David Wise                    |
| 1994 | Killer Instinct                   | Con Graeme Norgate                                  |
| 1996 | Killer Instinct 2/Gold            |                                                     |
| 1997 | GoldenEye 007                     | Con Norgate y Grant Kirkhope                        |
| 1999 | Conker's Pocket Tales             | Con Fischer                                         |
| 1999 | Jet Force Gemini                  | Con Norgate y Alistair Lindsay                      |
| 1999 | Donkey Kong 64                    | Equipo de apoyo                                     |
| 1999 | Donkey Kong Country (versión GBC) | Donkey Kong Country Game Boy Color Team             |
| 2000 | Perfect Dark                      | Staff ("Trent's Henchmen")                          |
| 2001 | Conker's Bad Fur Day              | También escribió el guion, junto a Chris Seavor     |
| 2002 | Star Fox Adventures               | Tocó varios instrumentos                            |
| 2003 | Donkey Kong Country (versión GBA) | Con Jamie Hughes                                    |
| 2004 | Sabre Wulf                        |                                                     |
| 2004 | It's Mr. Pants                    | Con Fischer and Wise                                |
| 2005 | Banjo-Pilot                       | Con Hughes                                          |
| 2005 | Conker: Live & Reloaded           |                                                     |
| 2005 | Kameo: Elements of Power          | Efectos de sonido y actuación de voz                |
| 2006 | Viva Piñata                       | Efectos de sonido y actuación de voz                |
| 2008 | Viva Piñata: Pocket Paradise      | Familia Rare                                        |
| 2008 | Banjo-Kazooie: Nuts & Bolts       | Con Kirkhope y Dave Clynick                         |
| 2010 | Kinect Sports                     | Con Dave Clynick                                    |
| 2010 | Sonic & SEGA All-Stars Racing     | Agradecimientos especiales                          |
| 2010 | I Wanna Be the Boshy              | Usa música de Killer Instinct                       |
| 2011 | Kinect Sports: Season Two         |                                                     |
| 2012 | Kinect PlayFit                    |                                                     |
| 2012 | Fable Heroes                      | Con Steve Burke                                     |
| 2013 | Killer Instinct                   | Temas originales, agradecimientos especiales        |
| 2014 | Kinect Sports Rivals              |                                                     |
| 2015 | Rare Replay                       | Con Richard Aitken                                  |
| 2018 | Sea of Thieves                    |                                                     |
| 2018 | Super Smash Bros. Ultimate        | Supervisor del juego original (Banjo & Kazooie DLC) |
| 2020 | Battletoads                       | Agradecimientos especiales                          |

## Premios
| Año  | Título                                                             | Juego                | Resultado |
| ---- | ------------------------------------------------------------------ | -------------------- | --------- |
| 2001 | Premio de la Academia Británica de Cine y Televisión               | Conker's Bad Fur Day | Ganador   |
| 2019 | Premio Ivor Novello a la mejor banda sonora original de videojuego | Sea of Thieves       | Ganador   |